# Albatros Al 102
Die Albatros Al 102 (Werksbezeichnung L 102) war ein zweisitziges Schulflugzeug der Albatros Flugzeugwerke.

## Geschichte
Die Albatros Al 102 wurde von den Albatros Flugzeugwerken entwickelt, kurz bevor die Werke von Focke-Wulf im Jahre 1932 übernommen wurde, und danach als Focke-Wulf Fw 55 gebaut. Sie wurde in zwei Versionen gebaut. Als Albatros Al 102L, mit konventionellem Radfahrwerk und als Albatros Al 102W mit Schwimmern, verlängertem Rumpf und geänderten Flügelstreben. Auch hatte die Albatros Al 102W zur Verbesserung des Auftriebs zusätzlich an den Rumpf angeschlossene, verkürzte Unterflügel. Damit war sie technisch ein Anderthalbdecker.

## Beschreibung
Die zweisitzige Albatros Al 102L war wie ihre Schwestermaschine die Albatros Al 101 ein abgestrebter Hochdecker. Der Flugschüler und der Lehrer saßen in getrennten offenen Cockpits.

## Technische Daten

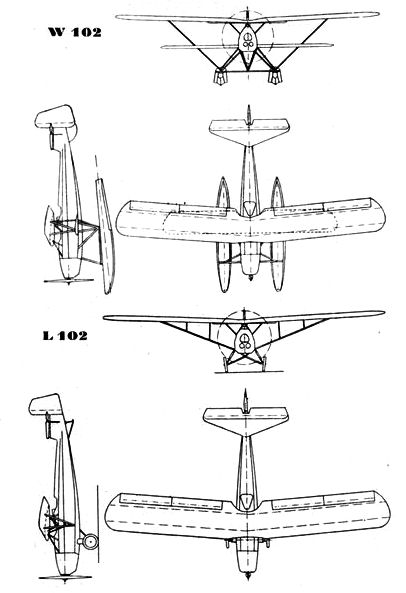
Dreiseitenansicht der beiden Versionen

| Kenngröße             | Al 102L         | Al 102W         |
| --------------------- | --------------- | --------------- |
| Besatzung             | 2               | 2               |
| Länge                 | 8,72 m          | 9,37 m          |
| Spannweite            | 13,30 m         | 13,30 m         |
| Höhe                  | 2,55 m          | 3,76 m          |
| Flügelfläche          | 22,2 m²         | 31,4 m²         |
| Rüstmasse             | 780 kg          | 961 kg          |
| Startmasse            | 1200 kg         | 1350 kg         |
| Tankkapazität         | 160 kg          | 158 kg          |
| Triebwerk             | Argus As 10     | Argus As 10     |
| Leistung              | 237 PS (174 kW) | 237 PS (174 kW) |
| Höchstgeschwindigkeit | 210 km/h        | 185 km/h        |
| Reisegeschwindigkeit  | 195 km/h        | 180 km/h        |
| Reichweite            | 680 km          | 585 km          |
| Dienstgipfelhöhe      | 5000 m          | 4500 m          |